# Baekdu-daegan
Baekdu-daegan (koreanisch 백두대간, in der Transliteration vielfach auch Baekdu Daegan geschrieben) ist ein grenzüberschreitender Gebirgszug in Süd- und Nordkorea und bildet mit einer Länge von rund 1400 km das topographische Rückgrat der koreanischen Halbinsel.

## Namensbedeutung
백두대간 (Baekdu-daegan) bedeutet wörtlich übersetzt „Eine große Gebirgskette, die vom Berg Baekdu ausgeht“.

## Geographie
Der Gebirgszug erstreckt sich im Norden, beginnenden mit dem Baekdusan an der nordkoreanisch-chinesischen Grenzen, mit seinen höchsten Bergen zunächst nach Südsüdosten bis zum Duryusan, dann in einem Abstand von rund 60 km bis 80 km von der Ostküste zum Ostmeer, wie es in Nordkorea genannt wird, entfernt in südwestlicher Richtung und folgt dann dem Bogen der Küste in südsüdöstlicher Richtung der innerkoreanischen Grenze der beiden Staaten zu. Auf der südkoreanischen Seite folgen die Gipfelregionen in einem Abstand zur Küste von run 25 km ebenfalls in südsüdöstlicher Richtung, bis sie nach dem Taebaeksan sich in westsüdwestlicher Richtung bis zur Mitte der Halbinsel reichen und von dort nach Südsüdwest folgend beim Jirisan enden. Damit teilt sich die Gebirgskette rund je zur Hälfte auf Nordkorea und Südkorea auf. Auf der südkoreanischen Seite weist die Gebirgskette an ihrem niedrigsten Punkt eine Höhe von 221 m auf und erhebt sich an ihrem höchsten Punkt bis auf 1915 m. Von den betreffenden Bergen wurde insgesamt eine Fläche von 2750,77 km² als Schutzgebiet ausgewiesen.
| Name              | kor. Name | Höhe    | Provinz          | kor. Name | Bemerkungen                            |
| ----------------- | --------- | ------- | ---------------- | --------- | -------------------------------------- |
| N o r d k o r e a |           |         |                  |           |                                        |
| Paektusan         | 0백두산   | 02744 m | Ryanggang-do     | 0량강도   | Vulkan, höchster Berg der Gebirgskette |
| Sobaeksan         | 0소백산   | 02174 m | Ryanggang-do     | 0량강도   |                                        |
| Duryusan          | 0두류산   | 02309 m | Ryanggang-do     | 0량강도   |                                        |
| Madaesan          | 0마대산   | 01745 m | Hamgyŏng-namdo   | 0함경남도 |                                        |
| Baeksan           | 0백산     | 02379 m | Hamgyŏng-namdo   | 0함경남도 |                                        |
| Duryusan          | 0두류산   | 01324 m | Kangwŏn-do       | 0강원도   |                                        |
| Kŭmgangsan        | 0금강산   | 01638 m | Kangwŏn-do       | 0강원도   |                                        |
| S ü d k o r e a   |           |         |                  |           |                                        |
| Seoraksan         | 0설악산   | 01708 m | Gangwon-do       | 0강원도   |                                        |
| Odaesan           | 0오대산   | 01563 m | Gangwon-do       | 0강원도   |                                        |
| Cheongoksan       | 0청옥산   | 01403 m | Gangwon-do       | 0강원도   |                                        |
| Maebongsan        | 0매봉산   | 01303 m | Gangwon-do       | 0강원도   |                                        |
| Taebaeksan        | 0태백산   | 01567 m | Gangwon-do       | 0강원도   |                                        |
| Sobaeksan         | 0소백산   | 01439 m | Gyeongsangbuk-do | 0경상북도 |                                        |
| Songnisan         | 0속리산   | 01058 m | Gyeongsangbuk-do | 0경상북도 |                                        |
| Deogyusan         | 0덕유산   | 01614 m | Gyeongsangnam-do | 0경상남도 |                                        |
| Yeongchwisan      | 0영취산   | 01076 m | Gyeongsangnam-do | 0경상남도 |                                        |
| Jirisan           | 0지리산   | 01915 m | Gyeongsangnam-do | 0경상남도 | zweithöchster Berg Südkoreas           |